# Biblioteca Pública Municipal de Gaza
La Biblioteca Pública del Municipi de Gaza (àrab: مكتبة بلدية غزة العامة, Maktabat Baladiyyat Ḡaza al-ʿĀmma) fou una biblioteca, formada per tres biblioteques, dependent del municipi de Gaza. Era una biblioteca pública situada a la ciutat de Gaza, davant del Centre Cultural per a Infants de Qattan, al carrer Al Wahda, a Gaza, Palestina. Havia sigut un dels punts de referència més destacats de la Ciutat Cultural de Gaza i servia a tots els segments de la societat palestina. Fou destruïda per l'exèrcit israelià durant la Guerra entre Israel i Gaza de 2023.

## Història
L'abril de 1996, l'alcalde de Gaza, Aoun Shawwa, va expressar el seu desig i el desig del municipi d'establir una biblioteca pública a la ciutat de Gaza que serviria a tots els grups i segments de la societat, per això es va signar un acord entre el municipi i el Consell Urbà de la ciutat francesa de Dunkerque, representat per Michel Delbar, per finançar el projecte de la Biblioteca Municipal de Gaza, ja que la ciutat de Dunkerque disposa d'una excel·lent xarxa de biblioteques dirigides per un equip de personal.

## Xarxa de Biblioteques Municipals de Gaza
El municipi de Gaza tenia tres biblioteques:
1. Biblioteca Pública.
2. Biblioteca Diana Tamari Sabbagh.
3. Biblioteca del Centre Cultural Holst.

### Biblioteca Pública Municipal de Gaza
L'edifici de la biblioteca constava de dues plantes i un soterrani, i la seva superfície total era d'aproximadament 1.410 metres quadrats. Vuit empleats del municipi de Gaza van ser assignats en una missió a França per aprendre i conèixer els últims mètodes per gestionar biblioteques públiques, tecnologia moderna, mitjans de comunicació i mètodes moderns de tracte amb el públic. L'1 de juliol de 1999 es va inaugurar oficialment la biblioteca. Va arribar a contenir més de 22.000 títols en diversos idiomes.

### Biblioteca Diana Tamari Sabbagh
Es trobava al Centre Cultural Rashad Shawa, que es va obrir abans de la biblioteca pública, amb l'establiment del Centre Cultural Rashad Shawa l'any 1988. Va ser finançada i equipada per l'empresari palestí de Jerusalem Hasib Al-Sabbagh, que va morir el 2010. Se li va posar el nom de la Diana Tamari Sabbagh en honor a la seva dona, després de la seva mort. La superfície de la biblioteca era d'uns 600 metres quadrats. Va servir a tots els segments de la societat i va arribar a contenir més de 20.000 títols en àrab i anglès.

### Biblioteca del Centre Cultural Holst
Era una biblioteca dedicada a atendre els nens i es trobava al Centre Cultural Holst. La biblioteca comptava amb seccions didàctiques i un laboratori d'Internet, on s'impartiren diversos cursos formatius i educatius.

## Públic de la biblioteca
Els visitants de tota la Franja de Gaza acudien a la biblioteca, amb centenars de visites cada dia per llegir i investigar. La biblioteca permetia agafar en préstec un màxim de tres llibres. La biblioteca s'adaptà als gustos de tots els lectors, amb diverses seccions i referències valuoses. A través de diferents activitats, l'administració de la biblioteca volia fomentar la lectura entre els veïns. Les activitats de la societat civil també celebraren actes especials per donar a conèixer la biblioteca i les seves activitats.

## Fons de la biblioteca
Abans de la seva destrucció, el fons total de la biblioteca ascendia a uns 25.000 títols en diversos idiomes: àrab, anglès, francès i alemany. Comptava amb materials en paper com ara llibres i publicacions periòdiques i materials en altres suports, com ara cintes de vídeo i materials electrònics en CD-ROM.

## Serveis de la biblioteca
La biblioteca oferia molts serveis, com ara un servei de còpia per als interessats, i un servei de cerca automàtica per facilitar la recerca de lectors. I serveis audiovisuals.